# Казанка (притока Салгира)
Ка́занка або Чумакарка (крим. Çumaq Qarı) — невелика річка в Криму, що протікає територією Сімферополя. Один з притоків річки Салгир, передостання ліва притока на території міста.

## Опис
Нині вона майже повністю проходить під землею. Одне з джерел — джерело «Чума-Кари» в селі Залісся. Перша згадка про джерело датується 1881 роком. Реконструйоване у 1934 та 2009 роках.
Далі річка протікає до села Чумак-Кари (Обрив), після села вода то з'являється на поверхні, то зникає під землею. Наприкінці Чумакарської балки, вже на території міста ріка уходить у колектор.
По місту Казанка протікає в штучному руслі, що здебільшого є зливовою каналізацією. У зв'язку з цим можна припустити, що площу водозбору сучасної річки значно збільшено порівняно з первісною. Проходить Сімферополем під вулицями Старозенітна (Чумакарська), Громадянська, Субхі, Козлова (Ново-Садова), Маяковського (Зовнішня), Гоголя, Карла Маркса (Велика Перекопська), Долгоруківська (Перекопська), Олександра Невського і впадає в Салгир на території Гагаринського парку, в тому ж місці де і Малий Салгир.
У тому місці, де Громадянська перетинає вулицю Футболістів (раніше Татарська), можна навіть бачити залізні ґрати, які приховують від нас підземну річку. Десь у тому районі в річку вливається струмок з Курцівської балки.
За розповідями старожилів, на початку вулиці Казанська був колись місток через річку. Напевно, звідси її назва — Казанка.
Єдиний раз річка з'являється на поверхні біля перехрестя вул. Гоголя та вул. Толстого.

## Історія
Збереглися фотографії та картини, на яких річку видно на поверхні. На одній із них можна побачити, що річка тече у вузькому кам'яному мішку між двома дворами, на тлі будинку, збудованого на початку ХХ століття за проєктом відомого кримського архітектора Миколи Краснова для червонодеревника Миколи Чернітенка. Будинок зберігся, у ньому розташовується навчальний комбінат Міносвіти.
До кінця 19 століття її частково відвели під землю. Вона могла б бути окрасою міста, як і будь-яка річка, але сховати річку під землю простіше, ніж залишати їй місце на вулицях і робити мости через неї.
У 2018 році на перехресті вулиць Маяковського та Желябова, майже на двометрову глибину під землю пішов асфальт. Причиною провалу виявилася Казанка, яку виявили в дірці, що утворилася, комунальники.